# Lene Marlin
Lene Marlin Pedersen (Tromsø község, 1980. augusztus 17. –) norvég énekesnő, dalszerző és zenész. Leginkább 1999-ben megjelent "Sitting Down Here" című slágeréről ismert. Zongorán és gitáron is játszik.
Lene Marlin 1998-ban, 18 évesen debütált „Unforgivable Sinner” című kislemezével, amely nyolc hátig vezette hazájában a kislemezlistát. Ez lett a legkelendőbb norvég kislemez az ország zenei történetében, és a norvég Schpaaa című filmben is hallható volt. Ezt követően megjelent első nagylemeze, a Playing My Game. 1999-ben MTV Europe díjat nyert. „Where I'm Headed” című dala a francia és az olasz kislemezlisták első öt helyéig jutott. A "Sitting Down Here" az Egyesült Királyságban és Hollandiában ért el hasonló helyezést. Később további három nagylemezt is kiadott.
Férje Kåre Conradi színész, lányuk 2020 októberében született meg.

## Diszkográfia

### Stúdióalbumok
- Playing My Game (1999)
- Another Day (2003)
- Lost in a Moment (2005)
- Twist the Truth (2009)
- Here We Are (2013)